# 사브 21R
SAAB 21R는 사브에서 개발 및 생산한 전투폭격기이다. 피스톤 엔진을 이용하던 기존의 사브 21에 제트 엔진을 장착한 기체로, 사브 사에서 첫 번째로 생산한 전투기이다. 동력을 피스톤 엔진에서 제트 엔진으로 전환한 비행기는 소련의 야코블레프 Yak-15와 더불어서 유일무이하다.
당시 중립국이였던 스웨덴은 제2차 세계 대전의 위협에 시달리고 있었다. 이로 인해 스웨덴은 전투기 개발을 하게 되고 그 결과 사브 21이 탄생하였다. 사브 21의 개발 이후, 기체의 퍼포먼스를 높이기 위한 시도들이 여럿 진행되었는데, 그 중 하나가 피스톤 엔진을 제트 엔진으로 변경하는 것이였다.
1947년부터 사브는 기존의 프롭기를 제트기로 변경하고, 제트 엔진을 장착하는 과정에서 기체를 수정하였다. 기존에는 124기를 개조하려고 했으나 이후 64기만을 개조하게 되고 취역 즉시 전폭기로 사용되게 된다. 1940년대와 1950년대까지 사브 21R는 스웨덴 공군의 주력 전투기로 활용되었고 이는 이후 사브 29 툰난과 드 해빌랜드 뱀파이어로 대체된다.

## 개발
제2차 세계 대전 초반, 스웨덴은 심각한 안보 위기를 느끼고 공군 확장에 나섰다. 전쟁 중이였기에 전투기를 수입할 수 없었던 스웨덴은 1943년 다임러-벤츠의 DB 605 엔진을 탑재한 최초의 자국산 전투기 사브 21의 개발에 성공한다.
1945년에는 사브 21의 성능을 향상시키기 위해 롤스로이스 홀딩스의 그리폰 피스톤 엔진을 새로 탑재하였고 이는 해당 전투기의 속도를 최대 669km/h로 끌어올릴 수 있었지만, 결국 피스톤 엔진을 장착하는 계획은 1945년 연말까지 전부 폐기되게 된다.
스웨덴군은 피스톤 엔진 대신 새로운 엔진인 제트 엔진에 주목하게 되었다. 사브와 여러 스웨덴의 기업들은 이전부터 제트 엔진을 장착한 트윈테일 전투기에 관해 연구중이였기에, 사브는 기존의 전투기에 제트 엔진을 달아서 개조하기로 하지만 마땅한 엔진을 찾지 못한다. 다행히도 스웨덴이 영국으로부터 드 해빌랜드 고블린 엔진의 라이선스를 받아 생산할 수 있었고, 1947년 제트 엔진을 장착한 사브 21R 전투기가 최초로 날게 된다.
1948년 사브 29 툰난이 개발되자 모든 사브 21R는 공격기 엔진에 따라 A 21 RA 혹은 A 21 RB로 개조되었다. 이후 1956년 퇴역한다.

## 제원
Data from Beskrivning över fpl typ 21R, häfte 1 (description of airplane type 21R, booklet 1), Beskrivning över fpl typ 21R, häfte 6 kap L. Beväpning (description of airplane type 21R, booklet 6, chapter L. armament), SAAB J21/J21R
일반 특성
- 승무원: 1
- 길이: 10.55 m (34 ft 7 in) 20mm 기관포 포함
- 높이: 2.9 m (9 ft 6 in)
- 날개 면적: 22.1 m2 (238 ft2)
- 익형: SAAB 층류형 에어포일[4]
- 공허중량: 3,090 kg (6,812 lb)
- 전비중량: 4,340 kg (9,568 lb)
- 최대이륙중량: 5,615 kg (12,379 lb)
- 연료 탑재량: 총 1690 L; 내부 연료탱크 590L, 날개 연료탱크 300L, 추가 연료탱크 800L
- 엔진: 1 × 드 해빌랜드 고블린 II (스벤스카 플리그모터 RM1) 터보제트 엔진, 13.24 kN (2,980 lbf) thrust   J 21RA / A 21RA

성능
- 최대속력: 800 km/h (497 mph; 432 kn)
- 순항속도: 610 km/h (379 mph; 329 kn)
- Stall speed: 155 km/h (96 mph; 84 kn)
- 항속거리: 450 km (280 mi; 243 nmi) 추가 연료탱크 미사용시
- 페리항속거리: 900 km (559 mi; 486 nmi)
- 실용상승한도: 12,000 m (39,370 ft)
- 상승률: 17 m/s (3,300 ft/min)

무장

- 기총
- 1 × 20 mm (0.79 in) akan m/45
- 4 x 12.7 mm (0.50 in) akan m/39A

- 동체 maximum 700 kg (1,543 lb)

- Vapenkapsel paddan (toad) 건포드: 8 x 8 mm (0.31 in) 브라우닝 M1919/ksp m/22 머신건
- 또는 10 x 8 cm (3.1 in)  철갑탄 RP-3 m/46 로켓
- 또는 14.5 cm (5.7 in) 대전차고폭탄 m/49A & B 로켓
- 또는 10 x 15 cm (5.9 in) 고폭탄 RP-3 m/46 로켓
- 또는 15 cm (5.9 in) 고폭탄  m/51A & B 로켓
- 또는 5 x 18 cm (7.1 in) 철갑탄 m/49A & B 로켓

- 윙팁

- 2 x vingspetstank (외부연료탱크)

## 같이 보기
- 더 해빌런드 뱀파이어